# Empresa del Estado (Argentina)
Empresa del Estado era un tipo jurídico existente en la Argentina para el funcionamiento de empresas públicas, el primero en haber creado una estructura diferenciada tanto de la administración pública como de las sociedades comerciales de derecho privado. Fue instrumentado durante el primer mandato de Juan Domingo Perón por la ley 13653 del Régimen de Empresas del Estado de 1949, modificada posteriormente por otras disposiciones. Previamente a la creación del tipo Empresa del Estado, las empresas públicas funcionaban como direcciones o administraciones integradas en la estructura ministerial.
Las empresas del Estado se caracterizan por tener un doble régimen "con un mayor acento en el derecho público que en el derecho privado". En las empresas del Estado, los actos administrativos y los funcionarios superiores pertenecen a la administración pública, mientras que la explotación comercial, el personal y las relaciones con terceros se rigen por el derecho privado. El Estado ejercía su control sobre las empresas del Estado en forma externa, nombrando a su dirección y regulando sus actos mediante acciones administrativas.
La ley 13653 preveía que el Poder Ejecutivo Nacional incluyera en la ley de Presupuesto los sueldos y gastos de las empresas del Estado. En 1954, la ley 14380 otorgó mayor autonomía a las empresas al marcar que serían estas las que debieran elevar al Poder Ejecutivo "el plan de acción a desarrollar [...] y un presupuesto explotación que contemple en forma integral y por grandes rubros los recursos y erogaciones que han de realizarse así como la estimación de los probables resultados a obtener".
Años más tarde, la ley 19550 Archivado el 15 de febrero de 2022 en Wayback Machine. de Sociedades Comerciales sancionada durante la dictadura de Juan Carlos Onganía posibilitó la creación de empresas estatales o mixtas en el marco del derecho privado. Finalmente, en 1974, a instancias del plan económico del ministro José Ber Gelbard durante el tercer gobierno de Perón, fue sancionada la ley 20705 de Sociedades del Estado, permitiendo un mayor nivel de agilidad administrativa al homologar su funcionamiento con el de las sociedades comerciales. La ley 20705 dispuso la conversión de las empresas del Estado en sociedades del Estado, proceso que durante los años siguientes transformó en SE a Yacimientos Petrolíferos Fiscales, Gas del Estado, Agua y Energía Eléctrica, Subterráneos de Buenos Aires, Aerolíneas Argentinas, la Administración General de Puertos y otras empresas públicas. No obstante lo anterior, algunas empresas, como Ferrocarriles Argentinos, continuaron funcionando bajo como Empresa del Estado.
El 21 de diciembre de 2023, Javier Milei dispuso, a través de un decreto de necesidad y urgencia, la derogación del régimen de las sociedades del Estado, las empresas del Estado y las sociedades de economía mixta para transformarlas en sociedades anónimas.